# Journal of Croatian Studies
Journal of Croatian Studies (hrv. Časopis hrvatskih studija) je znanstveni godišnjak Hrvatske akademije Amerike koji izlazi od 1960. godine.
Počinje s izlaskom 1960. godine, a posvećen je hrvatskoj povijesti i kulturi te Hrvatima u SAD-u. Uređivali su ga Jere Jareb (Jerome Jareb) i Karlo Mirth.
Poznati suradnici su bili Nada Kesterčanek Vujica, Ivo Omrčanin, Krsto Spalatin (Christopher Spalatin), Dominik Mandić i drugi.

## Vanjske poveznice
- Studia croatica na stranicama Hrvatske akademije Amerike